# Reichsparteitagsgelände

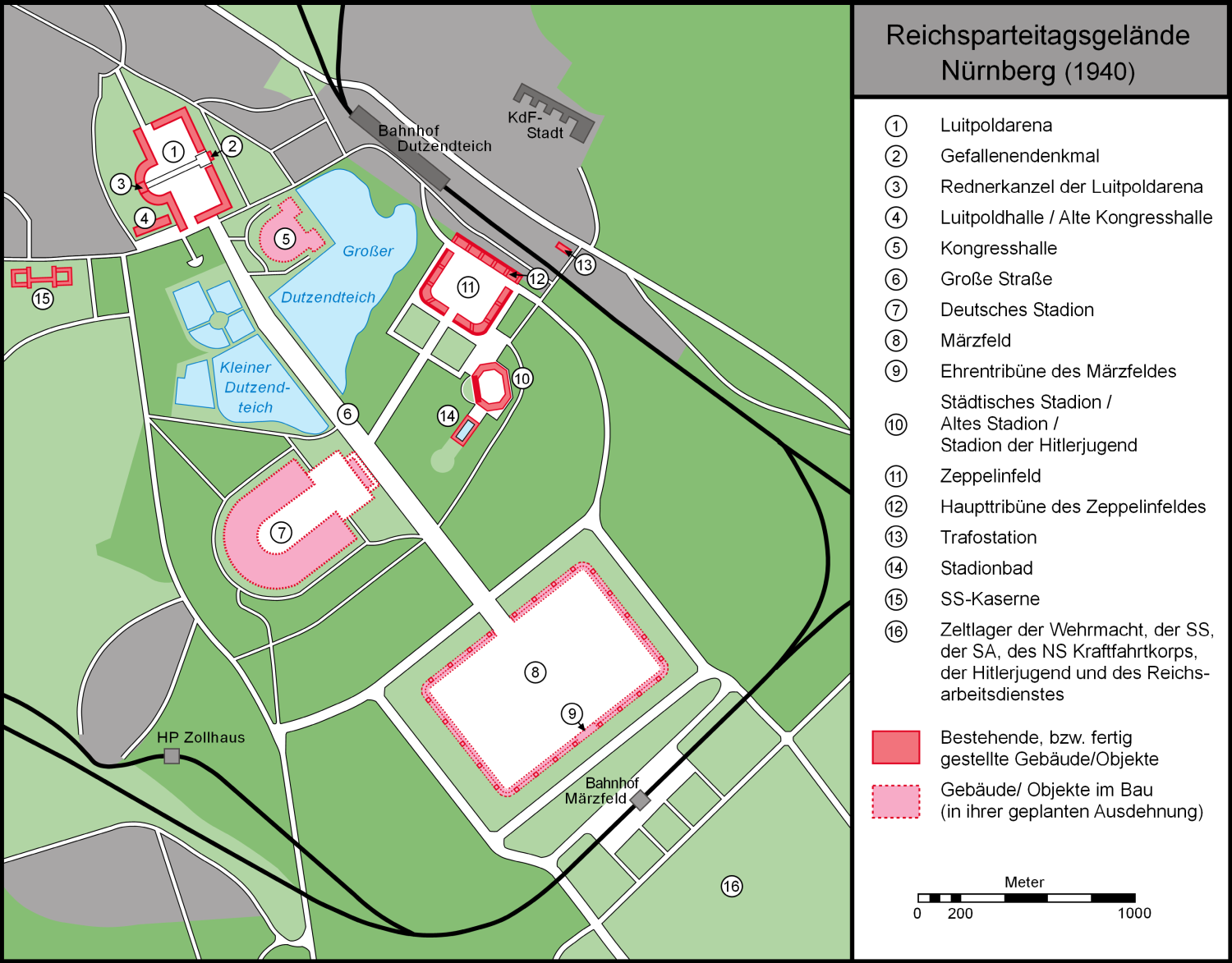
Översikt Reichsparteitagsgelände (1940)

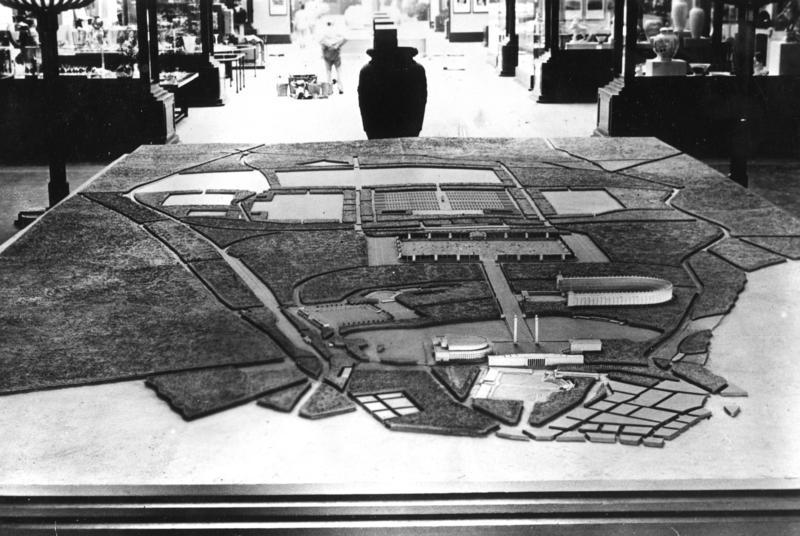
Modell över Reichsparteitagsgelände visad 1937

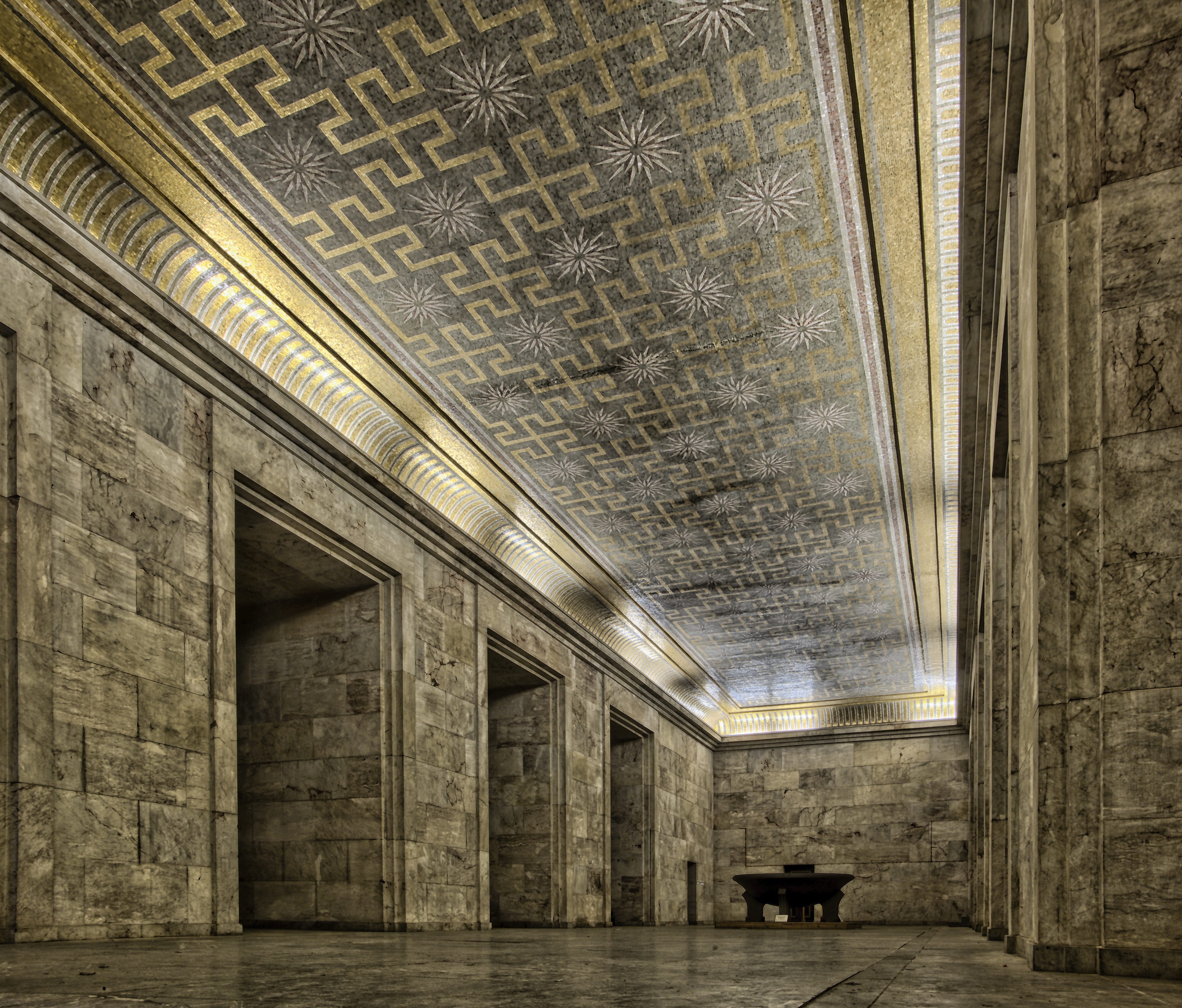
"Goldener Saal" i Zeppelintribüne

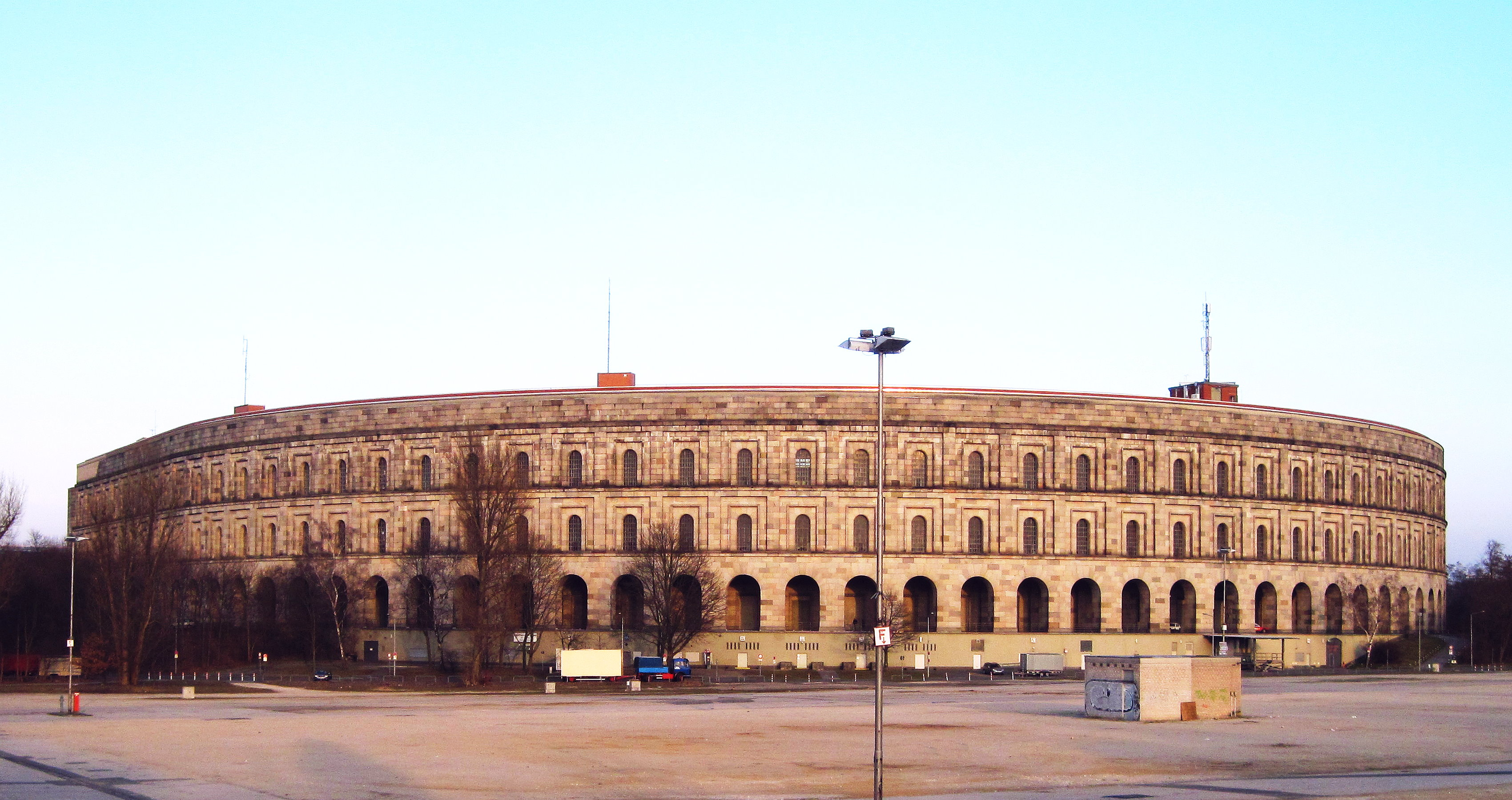
Panorama över kongresshallens ruiner

Reichsparteitagsgelände kallas området i sydöstra Nürnberg där nazisternas Reichsparteitag ägde rum 1933−1938. Området planerades av Albert Speer och omfattar 16,5 km². Det planerade området kom aldrig att färdigställas men flera byggnader finns kvar, bland annat Zeppelintribüne och Kongresshalle.
På området ligger Grundig Stadion.
Dokumentationszentrum Reichsparteitagsgelände visar områdets historia.

## Historik
Efter andra världskriget omvandlades området runt sjöarna Großer Dutzendteich och Kleiner Dutzendteich till ett fritidsområde.